# الغمر بن يزيد
الغمر بن يزيد بن عبد الملك بن مروان الأموي (95 هـ - 132 هـ / 713 م - 750 م) أمير أموي وأبوه الخليفة يزيد الثاني بن عبد الملك، وكان الغمر من رجالات بني أمية أيام إنحلال دولتهم في المشرق ومطاردة العباسيين لهم بعد هزيمة أخر خلفائهم مروان بن محمد في معركة الزاب، ووقعت بينه وبين عبد الله بن علي العباسي معركة نهر أبي فطرس قُرب الرملة في فلسطين عام 132 هـ فأنهزم الغمر وقُتَل وقتل معه ثمانين رجلاً من بني أمية.

## نسبه
- هو: الغمر بن يزيد بن عبد الملك بن مروان بن الحكم بن أبي العاص بن أمية الأكبر بن عبد شمس بن عبد مناف بن قصي بن كلاب بن مرّة بن كعب بن لؤي بن غالب بن فهر بن مالك بن النضر وهو قريش بن كنانة بن خزيمة بن مدركة بن إلياس بن مضر بن نزار بن معد بن عدنان.[4]
- وأمه هي: أم ولد.[5]